# Joseph C. Brun
Pour les articles homonymes, voir Brun.
Cet article possède un paronyme, voir Joseph Brun.

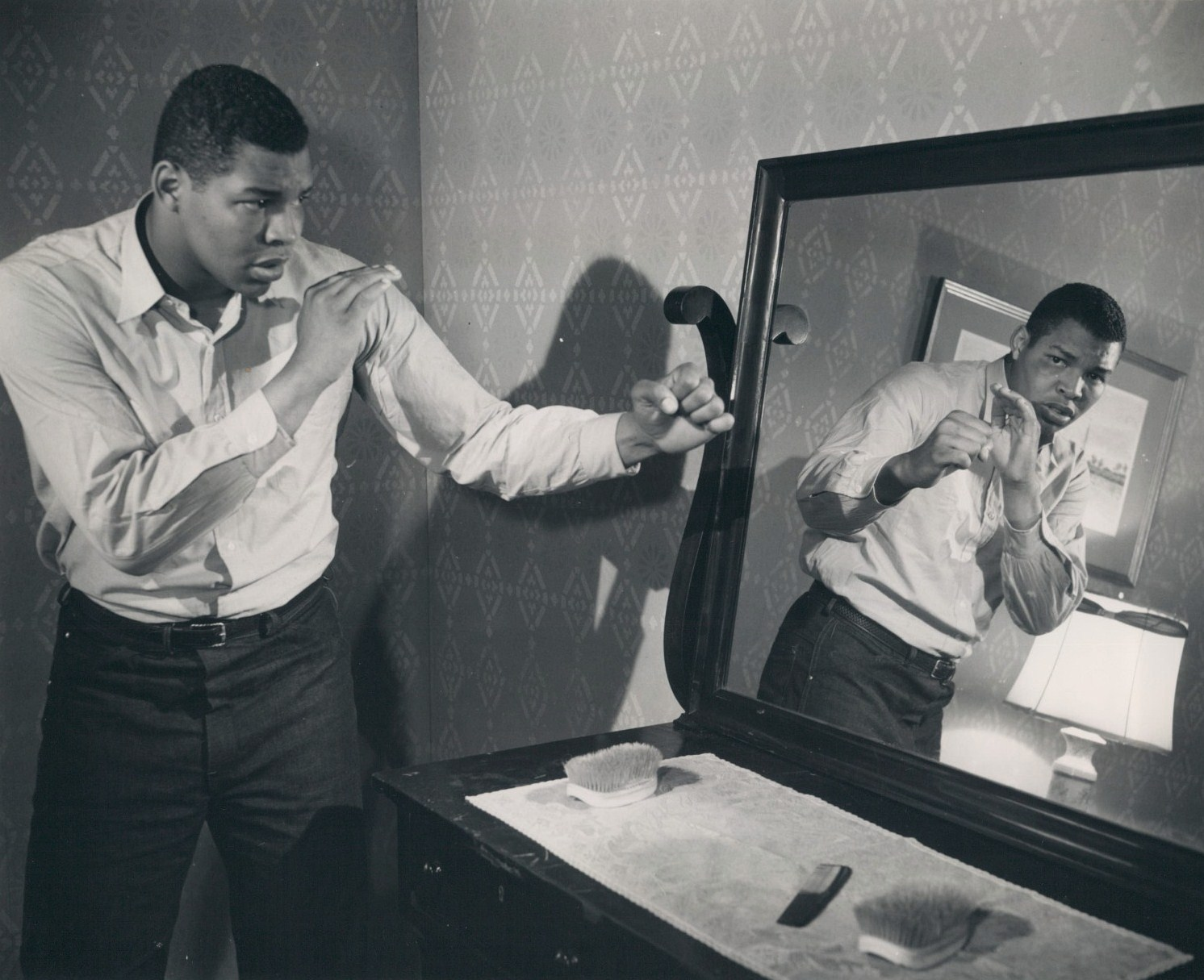
The Joe Louis Story (1953) :
Coley Wallace (rôle-titre)

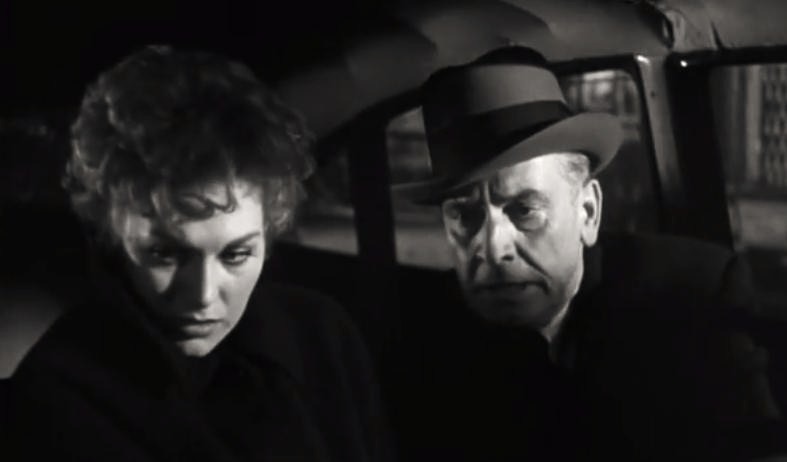
Au milieu de la nuit (1959) :
Kim Novak et Fredric March

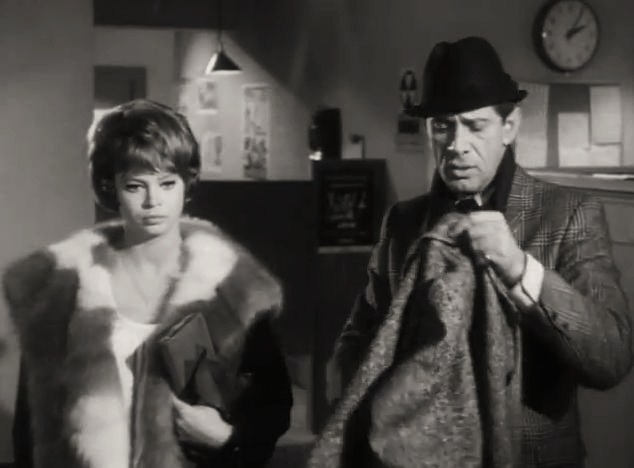
Who Killed Teddy Bear (1965) :
Juliet Prowse et Jan Murray

Joseph C. Brun est un directeur de la photographie américain (membre de l'ASC) d'origine française, né Joseph Braun le 21 avril 1907 à Paris,, mort le 13 novembre 1998 à Boca Raton (Floride).

## Biographie
Joseph Brun se forme dans sa ville natale et débute comme chef opérateur, sous le pseudonyme qu'il utilise uniquement dans les années 1930 de Curt J. Braun, à l'occasion du moyen métrage français Bric-à-brac et compagnie d'André Chotin (avec Fernandel et Raoul Marco), aux côtés de son collègue Nicolas Farkas. Son premier long métrage, sous le second pseudonyme de Joseph Braun, est le documentaire L'Or des mers de Jean Epstein, tourné en 1932 et sorti en 1933. Il retrouve Jean Epstein sur La Femme du bout du monde (avec Charles Vanel et Germaine Rouer), sorti en 1938.
Après un autre film sorti la même année 1938 et Visages de femmes de René Guissart (avec Huguette Duflos et Meg Lemonnier), tourné en 1938 et sorti en 1939, il choisit au début de la Seconde Guerre mondiale de s'exiler au Canada, car il est de confession juive. Sous le nom de Joseph Braun, il contribue à trois courts métrages documentaires canadiens, dont Ships and Men de Leslie McFarlane (1944).
Il rejoint ensuite les États-Unis et s'y installe définitivement, obtenant la nationalité américaine en 1947. Son premier film américain (son ultime contribution sous le pseudonyme de Joseph Braun) est le documentaire Congo, splendeur sauvage (en), tourné en Technicolor et sorti en 1949, année où il devient membre de l'American Society of Cinematographers (ASC).
Son premier film hollywoodien de fiction, sous le nom américanisé de Joseph C. Brun (utilisé désormais, en alternance avec son nom de naissance), est The Whistle at Eaton Falls de Robert Siodmak (1951, avec Lloyd Bridges et Dorothy Gish). Son dernier film est Touch Me Not, coproduction britanno-franco-germano-espagnole sortie en 1974, après quoi il se retire.
Au nombre de ses films américains notables, citons L'Homme qui tua la peur de Martin Ritt (1957, avec John Cassavetes et Sidney Poitier), La Forêt interdite de Nicholas Ray (1958, avec Christopher Plummer et Burl Ives), Au milieu de la nuit de Delbert Mann (1959, avec Kim Novak et Fredric March) et Esclaves d'Herbert J. Biberman (1969, avec Dionne Warwick et Ossie Davis).
De plus, il revient en France tourner trois films français, sortis en 1955-1956, dont Cette sacrée gamine de Michel Boisrond (1956, avec Brigitte Bardot et Jean Bretonnière).
Notons encore que le film biographique germano-américain Martin Luther de (et avec) Irving Pichel (1953, où Niall MacGinnis tient le rôle-titre) lui vaut d'obtenir en 1954 une nomination à l'Oscar de la meilleure photographie.
Joseph Brun collabore aussi à deux séries télévisées américaines, avec pour chacune un épisode, le tout diffusé en 1952.

## Filmographie partielle

### Cinéma (sélection)
Films français
- 1931 : Bric-à-brac et compagnie d'André Chotin (moyen métrage)
- 1933 : L'Or des mers de Jean Epstein (documentaire)
- 1938 : L'Avion de minuit de Dimitri Kirsanoff
- 1938 : La Femme du bout du monde de Jean Epstein
- 1939 : Visages de femmes de René Guissart
- 1955 : Les Nuits de Montmartre de Pierre Franchi
- 1955 : Impasse des vertus de Pierre Méré
- 1956 : Cette sacrée gamine de Michel Boisrond

Films américains
- 1949 : Congo, splendeur sauvage (en) (Savage Splendor) d'Armand Denis (en) et Lewis Cotlow (documentaire)
- 1951 : The Whistle at Eaton Falls de Robert Siodmak
- 1952 : Le Guêpier (en) (Walk East on Beacon!) d'Alfred L. Werker
- 1953 : The Joe Louis Story (en) de Robert Gordon
- 1957 : L'Homme qui tua la peur (Edge of the City) de Martin Ritt
- 1958 : La Forêt interdite (Wind Across the Everglades) de Nicholas Ray
- 1958 : Windjammer: The Voyage of the Christian Radich de Bill Colleran et Louis De Rochemont III (documentaire)
- 1959 : Le Coup de l'escalier (Odds Against Tomorrow) de Robert Wise
- 1959 : La Rafale de la dernière chance (en) (The Last Mile) d'Howard W. Koch
- 1959 : Au milieu de la nuit (Middle of the Night) de Delbert Mann
- 1960 : Girl of the Night (en) de Joseph Cates
- 1962 : Hatari ! d'Howard Hawks (chef opérateur associé)
- 1963 : Flipper de James B. Clark
- 1965 : Who Killed Teddy Bear de Joseph Cates
- 1966 : The Fat Spy (en) de Joseph Cates
- 1969 : Esclaves (Slaves) d'Herbert J. Biberman
- 1969 : Trilogy, film en trois parties de Frank Perry (segments Miriam et Among the Paths of Eden)

Autres
- 1936 : Das Schloß in Flandern de Géza von Bolváry
- 1944 : Ships and Men de Leslie McFarlane (court métrage documentaire canadien)
- 1953 : Martin Luther d'Irving Pichel (film germano-américain)
- 1955 : L'Affaire Baby (en) (Von Himmel gefallen) de John Brahm (film allemand)
- 1957 : Les Nuits du Perroquet vert de Georg Jacoby (film musical allemand)
- 1974 : Trauma (de) de Karl Heinz Zeitler (de) (film franco-germano-espagnol)

### Séries télévisées (intégrale)
- 1952 : The Hunter, saison 1, épisode 11 Rendezvous in Prague d'Oscar Rudolph
- 1952 : The Big Story (en), saison 4, épisode 11 Harry Neigher of the Connecticut Herald

## Distinction
- 1954 : Nomination à l'Oscar de la meilleure photographie, catégorie noir et blanc, pour Martin Luther[4].